# Aulus Corneli Cos (cònsol 413 aC)
Aulus Corneli Cos (en llatí: Aulus Cornelius A. F. M. N. Cossus), va ser un magistrat romà. Formava part de la gens Cornèlia, de la família dels Cos.
Era germà de Gneu Corneli Cos, i va ser elegit cònsol de Roma l'any 413 aC juntament amb Luci Furi Medul·lí.